# Лисвелд
Лисвелд (нидерл. Liesveld, МФА: [ˈlisˌfɛlt]) — бывшая община в провинции Южная Голландия (Нидерланды). Существовала в 1986—2013 годах. Ныне территория общины Моленланден.
Площадь 44,44 км2 (17,16 квадратных миль), из которых 3,37 км2 (1,30 квадратных миль) составляло водное пространство.

## Название
Название связано с доминантой — замком Лисвелд, недалеко от Гелькенеса.
Замок построен на заросшем тростником (lies — Glyceria maxima) поле (veld). Замок дав свое название лордам Лисвелла, которые владели землями в пределах муниципалитета.

## История
Община образована 1 января 1986 года путём объединения общин Грот-Аммерс, Лангерак, Ньивпорт и Стрефкерк.
С 1 января 2013 года объединена с общинами Графстром и Ньив-Леккерланд в новую общину Моленвард.
С 1 января 2019 года Моленвард объединилась с Гиссенланденом, и с тех пор они вместе образуют общину Моленланден.

## Население
| 1990 | 2000  | 2010  |
| ---- | ----- | ----- |
| 9266 | ↗9577 | ↗9746 |